# 何震 (1897年)
何震（1897年—1970年6月28日），本名何希亮，字醒民，福建闽侯人，祖籍福清龙田，中华民国及中华人民共和国政治人物，中华民国末任福州市市长。
何震1936年起在福建省各地主政，先后担任永定、沙县、晋江、连江等县县长，后升为福建省保安处第一科科长，以及第一行政督察区（今宁德市）、第二行政督察区（今南平市）专员及保安司令，并兼任过南方日报福州分社社长。1948年9月1日接任福州市市长，1949年8月在中共地下党的劝说下，何震放棄前往台湾，留在大陆将福州市政权和平移交给中国人民解放军，1955年任第一届福州市政协特邀代表。1970年，因文革身心受到摧残，在家中病逝。

## 生平

### 早年
何震早年就读于广东督察传习所与师范学校，1933年毕业于黄埔军校第四期，毕业后随国民革命军宪兵第四团驻南京、苏州、福州等地，累擢升至中校团副。

### 抗日战争时期
1940年，何震被调到福安县，担任福建省第一行政督察区专员，1942年5月，兼任保安司令:2107。时值抗日战争时期，1944年福州第二次沦陷时，何震在闽侯召开会议，集结了福州各地抗日力量成立指挥部，何震任总指挥，后因国军80师失约撤走，日军发现与他们交战的不是正规军后，倾巢出动，何震负伤，随后转入永泰隐蔽。

### 第二次国共内战时期
1948年9月，何震接任福州市市长，当时中华民国统治下的福州物价飞涨，何震遂决定在未经省政府批准的情况下，开始以黄金作为收支标准，工人工资亦使用黄金分发。
1949年6月，中共地下党员毛一峰、陈志宏等人找到何震，向他转达了共产党的要求：“不要追随国民党逃跑，留下来与共产党合作”，何震表示同意，7月，谢筱廼亦与何震联系，要求福州解放后“各单位处变不惊，照常工作”。
8月17日，福州战役以中国人民解放军胜利而告终，萨镇冰、丁超五、陈培锟、何震等七人发表联合声明拥护中国共产党领导，福州市政权实现了正常的过渡。

### 中华人民共和国时期
福州解放后，何震被要求“在家待命”，在待命的6年里何震无所事事，家庭陷入经济危机，1955年，何震被福州市政协聘为特邀代表，才得到收入来源。1957年，受周恩来号召，何震将家中所藏的大批文物无偿捐献给福建省博物馆。
1966年文化大革命爆发后，何震被红卫兵指认为国民党特务，对其进行批斗，福州军区获悉后，以“监护”的名义将其保护起来，但被持续要求写检查，且无法回家。1969年9月，何震中风瘫倒，各种病因使他最终于1970年6月含冤逝世。

## 身后
1979年，福州市政协发布通知，宣布为何震平反，恢复名誉。
在文化大革命中，何震委员由于受林彪“四人帮”极左路线的迫害，曾被“监护”、抄家和游斗过。经研究决定，推倒强加其一切诬蔑不实之词，予以平反，恢复名誉。有关材料清理销毁，散失在外的统统作废。——政协福建省福州市委员会，关于为何震委员平反恢复名誉的通知（1979年11月26日）

## 家庭
何震曾祖父何履亨系光绪年间进士，父亲何可蘅为举人，早逝。何震有一个弟弟和一个妹妹，育有四子四女，三子何崇明曾任第三届柘荣县政协副主席。